# 卡爾文循環

卡爾文循環內部架構

卡爾文循環（英語：Calvin cycle，或簡稱卡氏循環，又译作开尔文循环，或光不依賴反應、生物合成相、暗反應）是由美國加州大學伯克利分校梅爾文·卡爾文、安德魯·本森和詹姆斯·巴沙姆 3 人發現。梅爾文·卡爾文於1961年獲得諾貝爾化學獎。卡爾文循環是光合作用裡碳反應的一部分，反應場所為葉綠體內的基質，分為三個階段：羧化、還原和二磷酸核酮糖的再生。
卡爾文循環是一種類似克雷伯氏循環的新陳代謝過程，其可使起始物質以分子的形態進入和離開這循環後發生再生。碳以二氧化碳形態進入，並以糖的形態離開。整個循環是利用ATP作為能量來源，並以降低能階的方式來消耗NADPH，如此以增加高能電子來製造糖。其製造出來的碳水化合物並不是葡萄糖，而是一種稱為3-磷酸甘油醛的三碳糖。為了要合成1摩尔這種碳，整個循環過程必須發生3次的取代作用，將3摩尔的二氧化碳固定。
儘管它也被稱為“暗反應”，但卡爾文循環實際上並不發生在黑暗或夜間。這是因為該過程需要NADPH，而NADPH的壽命很短，並且來自光依賴反應。在黑暗中，植物將澱粉儲備中的蔗糖釋放到韌皮部，為植物提供能量。因此，當光照獨立於光合作用類型（C3类二氧化碳固定、C4类二氧化碳固定和景天酸代謝 (CAM)）時，就會發生卡爾文循環； 景天酸代謝植物每天晚上將蘋果酸儲存在液泡中，並在白天釋放出來，以使這一過程發揮作用。

## 過程
最終化學式如下：
3 CO
2 + 6 NADPH + 9 ATP + 5 H
2O → 甘油醛-3-磷酸 (G3P)  + 6 NADP+ + 9 ADP + 8 Pi(無機磷酸鹽)

### 碳的固定
卡爾文循環將每個CO2附著在一個稱為二磷酸核酮糖（ribulose bisphosphate；簡稱RuBP）的五碳糖磷酸酯上。催化這起始步驟的酵素是二磷酸核酮糖羧化酶（RuBP carboxylase，又稱rubisco，簡寫RuBisCO，是葉綠體中含量最多的蛋白質，同時也因另一個反應而稱為1,5-二磷酸核酮糖加氧酶）。這個反應的產物，是一種含6個碳且不穩定的中間產物，其立即就會分裂為二摩尔的3-磷酸甘油酸（3-phosphoglycerate）。

### 3-磷酸甘油醛的合成
每個3-磷酸甘油酸會從ATP接收一個額外的磷酸根，形成中間物1,3-二磷酸甘油酸（1,3-bisphosphoglycerate;DPGA）。而後，DPGA接收由NADPH所捐出的電子對，並釋出一號碳上——也就是剛才接收的——那一個磷酸根，變成甘油醛-3-磷酸(glyceraldehyde 3-phosphate, G3P;又稱3-phosphoglyceraldehyde, PGAL)。由NADPH而來的電子还原了3-磷酸甘油酸中的羧基（carboxyl group），使PGAL生成一個羰基（carbonyl group），如此可駐留更多的位能。
G3P是一種由葡萄糖經過醣酵解所產生的三碳糖。每3摩尔的CO2可產生6摩尔的G3P，但是只有1摩尔的這種三碳糖能夠真正被獲得。循環一開始是以具有15個碳的碳水化合物去形成3摩尔的五碳糖RuBP。現在具有18個碳的碳水化合物形成了6摩尔的G3P，1摩尔脫離了循環而被植物細胞所使用，但是其他的5摩尔則被回收以形成3摩尔的RuBP。

### 核酮糖二磷酸（RuBP）的再形成
在一連串反應中，5摩尔G3P碳骨架，在卡尔文循环的最後一個步驟被重新分配為3摩尔的RuBP。為了完成這個步驟，此循環多耗費了3摩尔的ATP，接著RuBP又準備好再度接收CO2，使整個循環又可以繼續。為了合成1摩尔G3P，卡尔文循环總共需消耗9摩尔的ATP和6摩尔的NADPH，然後藉由光反應可再補充這些ATP和NADPH。G3P是卡尔文循环中的副產品，並且又是整個新陳代謝步驟的起動物質，可以用來以合成其他的有機化合物，包括葡萄糖和其他碳水化合物。
單獨的光反應和單獨的卡爾文循環，都不能直接利用CO2來製造葡萄糖。光合作用是一種在完整的葉綠體中會自然發生的現象，而且葉綠體整合了光合作用的兩個階段。

## 延伸閱讀
- Rubisco Activase, from the Plant Physiology Online website（页面存档备份，存于）
- Thioredoxins, from the Plant Physiology Online website（页面存档备份，存于）
- 卡爾文循環  環境科學辭典.雙語詞匯、學術名詞暨辭書資訊網.國家教育研究院（页面存档备份，存于）

## 外部連結
- The Biochemistry of the Calvin Cycle at Rensselaer Polytechnic Institute
- The Calvin Cycle and the Pentose Phosphate Pathway（页面存档备份，存于） from Biochemistry, Fifth Edition by Jeremy M. Berg, John L. Tymoczko and Lubert Stryer. Published by W. H. Freeman and Company (2002).